# 楮川ダム
楮川ダム（こうぞがわダム）は、茨城県水戸市田野町楮原地先、那珂川水系田野川右支楮川に建設された上水道専用ダムである。

## 沿革
水戸市の上水道は明治時代以降那珂川から直接取水していた。だが、那珂川が渇水になると下流から海水が遡上するために不安定に陥ることが度々あった。また、人口の増加に伴い水需要の確保が要求され、藤井川ダムの他に新たなる水源を確保する必要に迫られた。こうして水戸市水道部によって1980年（昭和55年）より計画され、1985年に完成した。
ダムの型式は重力式コンクリートダム、高さは35.0m。市営ダムとしては他にバットレスダムとして有名な函館市水道局の笹流ダム等がある。ダムは「ジャジャンボ池」という池があった谷間に建設されたが、楮川の自流水では湛水が不可能であった。このため水戸市渡里町の那珂川にポンプ場を建設して取水、トンネルを通してダム湖に貯水するという方法を取った。ダム左岸には楮川浄水場が建設され、水戸市に上水道を供給している。
ダム湖岸には周回道路が建設された。近くには水戸市森林公園や田野市民運動場があり、レジャースポットとしても活用されている。「水戸市森林公園と楮川ダム」として新水戸八景のひとつに選ばれている。市の水道事業をPRするため、建設中の1984年（昭和59年）には建設中のダム現場を市民に1日開放した。